# Broken Island
Broken Island (von englisch broken ‚gebrochen‘, in Argentinien gleichbedeutend Isla Quebrada, in Chile Isla Broken) ist eine 4 km lange Insel im nördlichen Abschnitt der Square Bay an der Fallières-Küste des Grahamlands auf der Antarktischen Halbinsel. Sie liegt 2,5 km nördlich von Centre Island.
Teilnehmer der British Graham Land Expedition (1934–1936) unter der Leitung des australischen Polarforschers John Rymill entdeckten sie. Rymill nahm zunächst an, dass es sich bei ihr um eine Halbinsel handelt, bis er am 6. August 1936 ihre eigentliche Natur identifizierte und die Benennung vornahm.